# جون رام
جون رام (بالإنجليزية: John Rahm)‏ (8 يناير 1854 - 28 يوليو 1935) كان لاعب جولف أمريكي شارك في الألعاب الأولمبية الصيفية 1904 وحصل على الميدالية البرونزية.

## روابط خارجية
- جون رام على موقع اللجنة الأولمبية الدولية (الإنجليزية)
- جون رام على موقع أوليمبيديا (الإنجليزية)